# Compressione (motore)
La fase di compressione si realizza quando il pistone, dal Punto Morto Inferiore, inizia a risalire; in un motore a quattro tempi, all'inizio di questa fase la valvola di aspirazione è ancora aperta per sfruttare gli effetti inerziali della massa fluida presente nel condotto di aspirazione.
La valvola viene poi chiusa e la miscela, nel caso di motore a ciclo Otto senza iniezione diretta, l'aria, nel caso di motore a ciclo Diesel, viene compressa fino a raggiungere il valore minimo di volume del ciclo termodinamico. Nel motore due tempi il funzionamento è pressoché identico, ma non sono presenti le valvole.

## Effetti indesiderati
Questa fase è molto critica soprattutto per i motori ad accensione comandata sovralimentati, oppure quando si manifesta il battito in testa, perché si può incorrere nella detonazione, legata ad esempio ad un rapporto di compressione troppo elevato per il combustibile utilizzato, o nella preaccensione, ovvero un'accensione anomala della carica dovuto al calore eccessivo di una componente all'interno del cilindro (principalmente la valvola di scarico o gli elettrodi della candela).

## Danni possibili dovuti al malfunzionamento
La detonazione e la preaccensione sono entrambi fenomeni potenzialmente dannosi per il motore e possono portare a fronti di fiamma molto rapidi che possono addirittura bucare il cielo del pistone; questi sono i motivi per cui l'evoluzione dei motori sovralimentati ad accensione comandata è rallentata sensibilmente negli ultimi anni, a differenza dei motori Diesel che non hanno problemi di questo tipo, anzi, più carica è presente nel cilindro e meglio avverrà la combustione.